# Mysidia douglasi
Mysidia douglasi är en insektsart som beskrevs av Broomfield 1985. Mysidia douglasi ingår i släktet Mysidia och familjen Derbidae. Inga underarter finns listade i Catalogue of Life.